# 【LOVE IS BORN】 〜5th Anniversary 2008〜at Osaka-jo Yagai Ongaku-Do on 10th of September 2008
『【LOVE IS BORN】 〜5th Anniversary 2008〜at Osaka-jo Yagai Ongaku-Do on 10th of September 2008』は、日本のシンガーソングライター、大塚愛のライブビデオ。2009年2月25日にavex traxよりリリースされた。

## 概要
- 自身3度目で初の複数日開催となった誕生日とデビュー周年記念ライブ「LOVE IS BORN」、その中の9月10日に大阪城野外音楽堂で行われたものを収録している。
- 初回生産限定盤と通常盤の2形態での発売。初回生産限定盤はデジパック仕様で、10月5日台湾で行われた初の海外公演の模様やオフショット映像を収録のDVD付き。
- 19枚目のシングル「バイバイ」同時発売。

## 収録内容

### DISC 1
1. ロケットスニーカー
2. GIRLY
3. H2O
4. しゃぼん玉
5. クムリウタ
6. 雨色パラソル
7. 妄想チョップ
8. ラーメン3分クッキング
9. 桃ノ花ビラ
10. Medley（向日葵／本マグロ中トロ三〇〇円（緑色）／夏空／甘い気持ちまるかじり／雨の粒、ワルツ〜LOVE MUSiC〜）
11. 金魚花火
12. クラゲ、流れ星
13. 片想いダイヤル
14. Happy Days
15. SMILY
16. さくらんぼ

-Encore-
1. 大好きだよ。
2. Birthday Song
3. CHU-LIP
4. 愛
5. Birthday Song（LIVE DVD ending用 5th Anniversary）

### DISC 2（初回生産限定盤のみ）
1. ロケットスニーカー
2. プラネタリウム
3. フレンジャー
4. さくらんぼ
5. Birthday Song

## ライブ日程
| 公演数 | 開催日  | 会場                   |
| 01     | 9月9日  | 大阪城野外音楽堂       |
| 02     | 9月10日 | 大阪城野外音楽堂       |
| 03     | 9月14日 | 日比谷野外大音楽堂     |
| 04     | 10月5日 | 国立台湾大学総合体育館 |